# Keito Arita
Keito Arita (japanisch 有田 恵人 Arita Keito; * 24. Januar 2002 in Kawasaki, Präfektur Kanagawa) ist ein japanischer Fußballspieler.

## Karriere
Keito Arita erlernte das Fußballspielen in der Jugend des Erstligisten Kawasaki Frontale sowie in der Universitätsmannschaft der Chūō-Universität. Seinen ersten Vertrag unterschrieb er am 1. Februar 2024 bei Vegalta Sendai. Der Verein aus Sendai spielt in der zweiten Liga, der J2 League. Sein Zweitligadebüt gab Keito Arita am 2. März 2024 (2. Spieltag) im Auswärtsspiel gegen V-Varen Nagasaki. Bei dem 2:1-Auswärtserfolg wurde er in der 82. Minute für Motohiko Nakajima eingewechselt.